# Yle TV2
Yle TV2 er en finsk tv-kanal, der ejes af Yle. Yle TV2 blev lanceret i 1964, og udsendelserne er public service programmer, børne/ungdomsprogrammer, sport og musik.

## Programmer
- Garfield og venner
- Eurovision Song Contest
- The Sopranos
- Doctor Who